# 1894 au théâtre
| Années du théâtre : 1891 - 1892 - 1893 - 1894 - 1895 - 1896 - 1897    |
| Décennies du théâtre : 1860 - 1870 - 1880 - 1890 - 1900 - 1910 - 1920 |

## Événements

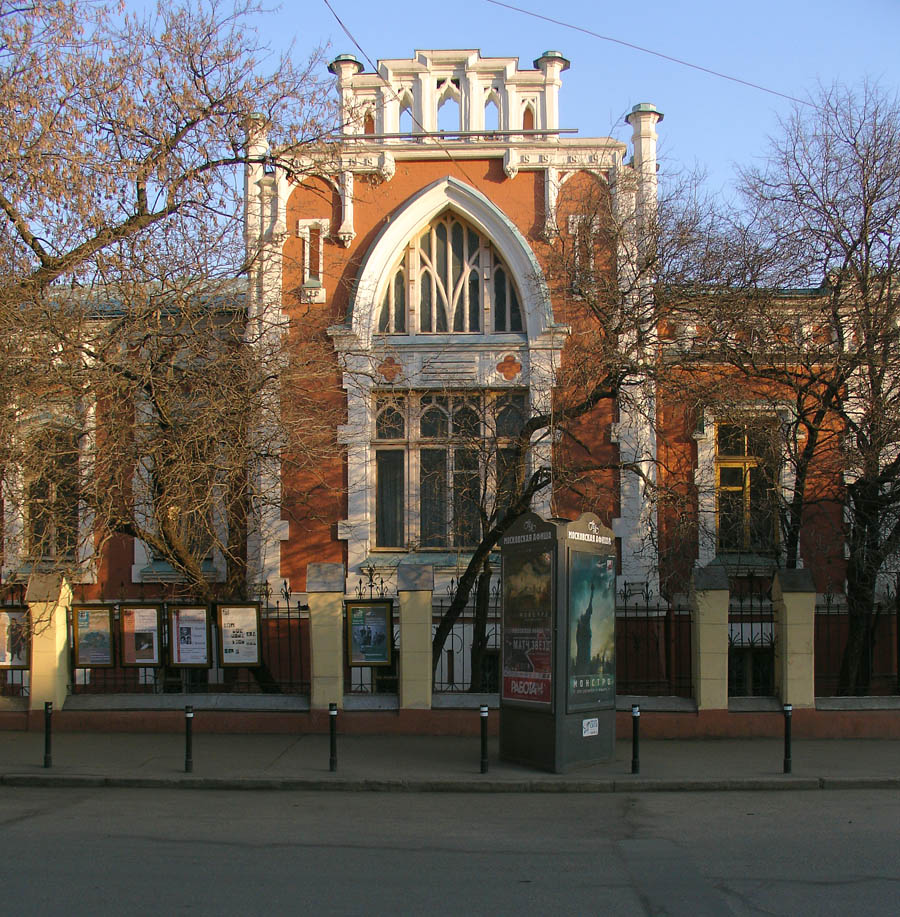
Musée de Théâtre Alexeï Bachrouchine de Moscou

- 2 octobre : fondation du Musée de Théâtre Alexeï Bachrouchine de Moscou.

## Pièces de théâtre représentées
- 9 janvier : Un fil à la patte de Georges Feydeau, Théâtre du Palais-Royal
- 26 février : Axël d'Auguste de Villiers de L'Isle-Adam, Théâtre de la Gaîté-Montparnasse
- Avril : Solness le constructeur d'Henrik Ibsen, mise en scène Lugné-Poe, Théâtre des Bouffes du Nord
- 16 mai : L’Engrenage, comédie en 3 actes d'E. Brieux à la Comédie-Parisienne.

## Naissances
- 7 mars : Suzy Wincker, 1ère speakerine et artiste lyrique française († 14 juillet 1989).
- 30 juin : Iouri Zavadski, metteur en scène soviétique († 5 avril 1977).
- 5 août : Clare Eames, actrice américaine, star du théâtre de Broadway († 8 novembre 1930).
- 29 octobre : Olga Pyjova, actrice de théâtre soviétique († 8 novembre 1972).